# Saison 2024-2025 du C' Chartres Métropole handball
Chronologie
Saison 2023-2024 Saison 2025-2026
Dernière mise à jour : 19 juillet 2025.
La saison 2024-2025 du C' Chartres Métropole handball est la sixième saison consécutive du club en première division, la septième de son histoire.
Le CCMHB réalise les même résultats que l'année précédente : douzième place en championnat et huitième de finale de Coupe nationale.

## Avant-saison

### Transferts de joueurs
Chartres voient les demi-centres Wilson Davyes et Aleksa Kolakovic arriver en fin de contrat au mois de juin 2024. Capitaine de Logrono La Rioja, l'espagnol Eduardo Cadarso est recruté pour épauler Serguei Koudinov à ce poste.
À la suite de la longue blessure de Matic Groselj et à la retraite de Sergiy Onufriyenko, l'arrière droit brésilien meilleur buteur du championnat portugais avec l'ABC Braga, Vinicios Carvalho est engagé.
Sur le poste d'arrière gauche, Chartres sécurise prolonge le contrat d'Yvan Verin de deux saisons supplémentaires, jusqu'en 2026.
| Départs                                      |      |                   |                |                    |
| Nom                                          | Nat. | Destination       | Poste          | Raison             |
| Zoran Radic                                  |      | Saran             | gardien de but | prêt               |
| Wilson Davyes                                |      |                   | demi-centre    | fin de contrat     |
| Aleksa Kolakovic                             |      |                   | demi-centre    | fin de contrat     |
| Sergiy Onufriyenko                           |      | retraite          | arrière droit  | fin de contrat     |
| Ilija Abutović                               |      | Eurofarm Pelister | défenseur      | rupture de contrat |
| Arrivées                                     |      |                   |                |                    |
| Nom                                          | Nat. | Provenance        | Poste          | Durée              |
| Manuel Gaspar                                |      | Dijon MH          | gardien de but | 2 ans (2026)       |
| Vinicios Carvalho                            |      | ABC Braga/Uminho  | arrière droit  | 2 ans (2026)       |
| Eduardo Cadarso                              |      | CB Logroño        | demi-centre    | 2 ans (2026)       |
| Quentin Minel                                |      | USAM Nîmes        | arrière gauche | 3 ans (2027)       |
| Nik Henigman                                 |      | Saint-Raphaël VHB | arrière gauche | 1 an (2025)        |
| 1re signature professionnelle & prolongation |      |                   |                |                    |
| Nom                                          | Nat. | -                 | Poste          | Durée              |
| Yassine Ben Salem                            |      | 1er contrat       | arrière droit  | 3 ans (2027)       |
| Yvan Vérin                                   |      | prolongation      | arrière gauche | 2 ans (2026)       |
| Nael Tighiouart                              |      | 1er contrat       | ailier gauche  | 3 ans (2027)       |

### Nouvelle salle
Inaugurée en fin de saison précédente, le CCMHB débute sa première saison au Colisée et ses presque quatre mille places, contre les 1 200 de la halle Jean-Cochet..

## Personnalités

### Dirigeant et encadrement technique
Durant l'intersaison, Steeve Baron quitte son rôle de président de la SAS (société par actions simplifiée) C'Chartres Métropole HB. Resté cinq années à la tête du club, il est remplacé par l'ancien joueur Ghennadii Solomon, jusqu'alors président de l'association.
L’encadrement technique de l'équipe professionnelle ne change pas.

## Compétitions

### Championnat
|    | Équipe                     | Pts | J  | G  | N | P  | Bp  | Bc  | Diff | Dép   |
| -- | -------------------------- | --- | -- | -- | - | -- | --- | --- | ---- | ----- |
| 9  | Chambéry SMBH              | 28  | 30 | 13 | 2 | 15 | 879 | 888 | -9   | /     |
| 10 | Tremblay Handball P        | 25  | 30 | 12 | 1 | 17 | 887 | 921 | -34  | /     |
| 11 | Cesson Rennes MHB          | 20  | 30 | 8  | 4 | 18 | 848 | 922 | -74  | 6 pts |
| 12 | C' Chartres MHB            | 20  | 30 | 10 | 0 | 20 | 847 | 913 | -66  | 4 pts |
| 13 | Dunkerque HGL              | 20  | 30 | 9  | 2 | 19 | 830 | 886 | -56  | 2 pts |
| 14 | Istres Provence Handball P | 19  | 30 | 8  | 3 | 19 | 913 | 973 | -60  |       |
| 15 | US Créteil                 | 15  | 30 | 7  | 1 | 22 | 838 | 949 | -111 | /     |
| 16 | US Ivry                    | 9   | 30 | 4  | 1 | 25 | 826 | 982 | -156 | /     |

Classement officiel
Relégation en Proligue
- Relégué

Abréviations
- P : promus de Proligue

### Coupe de France
| Date                    | Club recevant      | Score   | Club visiteur   |
| ----------------------- | ------------------ | ------- | --------------- |
| 4 septembre 2024, 20h30 | Caen Handball (D2) | 30 – 34 | C' Chartres MHB |
| 10 décembre 2024, 20h00 | Chambéry SMB HB    | 31 – 27 | C' Chartres MHB |